# 세르비아 몬테네그로의 국기

세르비아 몬테네그로의 국기 비율 1:2

세르비아 몬테네그로의 국기는 유고슬라비아 연방공화국 시절이었던 1992년 4월 27일에 처음 제정되었으며 세르비아 몬테네그로가 해체되었던 2006년 6월까지 사용되었다.
범슬라브색인 파란색, 흰색, 빨간색 세 가지 색의 가로 줄무늬로 구성되어 있다. 유고슬라비아 왕국의 국기와 유사하며 1943년부터 1992년까지 사용된 유고슬라비아 사회주의 연방공화국의 국기 가운데에 그려져 있던 금색 테두리의 붉은 별을 제거한 형태의 디자인이다.

## 그 외의 국기

세르비아 몬테네그로의 상선기
세르비아 몬테네그로의 해군기
세르비아 몬테네그로의 국적기
세르비아 몬테네그로의 대통령기
세르비아 몬테네그로의 총리기

## 같이 보기
- 세르비아 몬테네그로의 국장
- 유고슬라비아의 국기
- 몬테네그로의 국기
- 세르비아의 국기
- 코소보의 국기